# Атаиде, Луиш де
Дон Луи́ш де Атаи́де (порт. Luís de Ataíde), 3-й граф де Атоугия, 1-й и единственный маркиз де Сантарен (1516, Португалия — 10 марта 1581, Старый Гоа, Королевство Португалия) — португальский военачальник, представитель знатного и высокопоставленного рода Атаи́де, 10-й вице-король и 24-й губернатор Португальской Индии (1568—1571), затем повторно 13-й вице-король и 29-й губернатор (1578—1581).

## Краткая биография
Луиш де Атаиде был первым фидалгу, кому дважды жаловали почётный титул вице-короля Индии и, соответственно, дважды доверяли высокий ответственный пост губернатора. Оба раза назначения исходили от короля Себастьяна I.
Впервые в сражениях участвовал в Африке, затем вместе с наиболее прославленными военачальниками своего времени был отправлен в Азию, сопровождая до Красного моря сына Васко да Гамы, Эштевана да Гаму, который посвятил Луиша де Атаиде в рыцари. Затем был откомандирован ко двору Карла V.
2 марта 1568 года Себастьян I назначил Луиша де Атаиде, соответственно нумерации Мануэла де Фарии-и-Созы, 10-м вице-королём и 24-й губернатором. Войдя в полномочия, положил конец установившемуся на вверенной территории беспорядку. Согласно высоко ценившимся заслугам был вторично удостоен важной должности и почётного титула наместника короля в 1577 году. 3-й граф Атоугия пребывал на посту 13-го вице-короля и 29-го губернатора Индии до конца жизни. Умер в Гоа 10 марта 1581 года. 
По свидетельствам хронистов, дон Луиш как и все люди испытывал страх, но отличался от остальных тем, что умел его скрывать. Вице-королю посвящена героическая драма Жозе Агоштинью де Маседу D. Luiz de Ataide ou a Tomada de Dabul (1823).